# Sanjar-Shah
Sanjar-Shah ist eine archäologische Ausgrabungsstätte im heutigen Tadschikistan. Der Fundplatz liegt am Rande des heutigen Dorfes Sujina und etwa 12 km östlich der antiken, sogdischen Stadt Pandschakent. Auch bei Sanjar-Shah handelt es sich um die Reste einer sogdischen Stadt, die etwa vom 5. bis zum 8. Jahrhundert bewohnt war.
Der Ort wurde zum ersten Mal 1947 bei einer Geländebegehung als archäologischer Fundplatz registriert. Erste Ausgrabungen fanden 2001 und 2003 statt. Weitere umfangreiche Ausgrabungen finden seit 2014 unter der Leitung von Sharof Kurbanov und Michael Shenkar statt. Der Name Sanjar-Shah bezieht sich auf einen mittelalterlichen Herrscher und wird von der lokalen Bevölkerung für den Hügel benutzt. Der originale Name des Ortes ist unbekannt.
Die mittelalterliche Stadt war etwa 5 Hektar groß und von einer Mauer umgeben. Im Osten der Stadt stehen noch heute die Reste eines großen, massiven, runden Turmes. Er ist heute noch etwa 6,80 m hoch. Im Westen der Stadt sind Reste eines Stadtviertels ausgegraben worden. Die Reste gehören wahrscheinlich zu zwei Häusern, die durch einen Hof getrennt waren. Keiner der Bauten wurde bisher vollständig freigelegt. Hier fanden sich vor allem Belege für Werkstätten. Bemerkenswert sind die Reste von verkohlten Hölzern, einige von ihnen waren reich mit geometrischen Mustern verziert. In verschiedenen Räumen fanden sich auch Reste von Wandmalereien.
Es fanden sich Fragmente von arabischen Briefen, die auf Papier geschrieben sind. Sie datieren ins 7. oder 8. Jahrhundert. Es handelt sich um die bisher ältesten arabischen Texte auf Papier. Der Inhalt der Briefe ist unklar, da sie nur in Fragmenten erhalten sind. Doch scheinen sie offiziellen Charakter zu haben.